# Liste der Monuments historiques in Saint-Quentin-le-Verger
Die Liste der Monuments historiques in Saint-Quentin-le-Verger führt die Monuments historiques in der französischen Gemeinde Saint-Quentin-le-Verger auf.

## Liste der Objekte
| Bezeichnung                  | Beschreibung                           | Standort                        | Kennzeichnung | Schutzstatus | Datum | Bild |
| ---------------------------- | -------------------------------------- | ------------------------------- | ------------- | ------------ | ----- | ---- |
| Skulptur Johannes der Täufer | Stein, 17. Jahrhundert                 | in der Kirche St-Quentin (Lage) | PM51003026    | Inscrit      | 1980  |      |
| Skulptur Heiliger Quintinus  | Stein, farbig gefasst, 18. Jahrhundert | in der Kirche St-Quentin (Lage) | PM51003030    | Inscrit      | 1980  |      |
| Hauptaltar                   | Holz, 17. Jahrhundert                  | in der Kirche St-Quentin (Lage) | PM51003029    | Inscrit      | 1980  |      |
| Kruzifix                     | Holz, 15. Jahrhundert                  | in der Kirche St-Quentin (Lage) | PM51003027    | Inscrit      | 1980  |      |
| Skulptur Madonna mit KInd    | Holz, 16. Jahrhundert                  | in der Kirche St-Quentin (Lage) | PM51003028    | Inscrit      | 1980  |      |